# Áreas protegidas de la Región Floral del Cabo
Las Áreas protegidas de la Región Floral del Cabo son un conjunto de áreas protegidas que abarcan 553.000 ha, localizadas en la provincia Occidental del Cabo y la provincia Oriental del Cabo de Sudáfrica, se encuentra en una de las regiones del mundo con mayor riqueza florística: el Reino florístico del Cabo.

El finbos o fynbos es una vegetación característica natural de la Región floral del Cabo en el sur de  Sudáfrica limitada a una estrecha zona costera y montañosa de clima mediterráneo. Se caracteriza por la predominancia de las familias Restionaceae, Ericaceae y Proteaceae, entre las que cerca del 30% son especies endémicas.
A pesar de que esta región representa menos del 5% de la superficie de África, contiene cerca del 20% de todas las especies de plantas nativas del continente. Además de eso, la biodiversidad es también excepcional en el número de especies por género  (9:1) y por familia (52), de las mayores tasas encontradas en el mundo. 

## Etimología
En afrikáans, fynbos significa (vegetación final). Hoy, sin embargo, esta denominación es inadecuada y debe ser llamada  maquia o maquis. Sin embargo, el término "fynbos" es aún muy utilizado, sobre todo en la lengua común.

## Características
Como se mencionó anteriormente la zona de fynbos tiene un clima llamado mediterráneo. El clima es relativamente lluviosos durante el invierno austral, pero es bastante seco y caluroso  en los meses que van desde la primavera hasta el otoño. Generalmente  los suelos del finbos  son pobres en materia orgánica. Sin embargo, su composición varía según la región. Son arcillosos  o arenosos pero la mayoría de las veces, ácidos. Es posible distinguir dos tipos de vegetación de fynbos aunque no son particularmente diferentes, es la temperatura lo que cambia. En las montañas en general el clima es frío y las nevadas no son infrecuentes a elevada altitud. A lo largo de la costa las temperaturas pueden alcanzar 40 °C y las nieblas son comunes en el mar, además de los fuertes vientos. 

## Vida silvestre

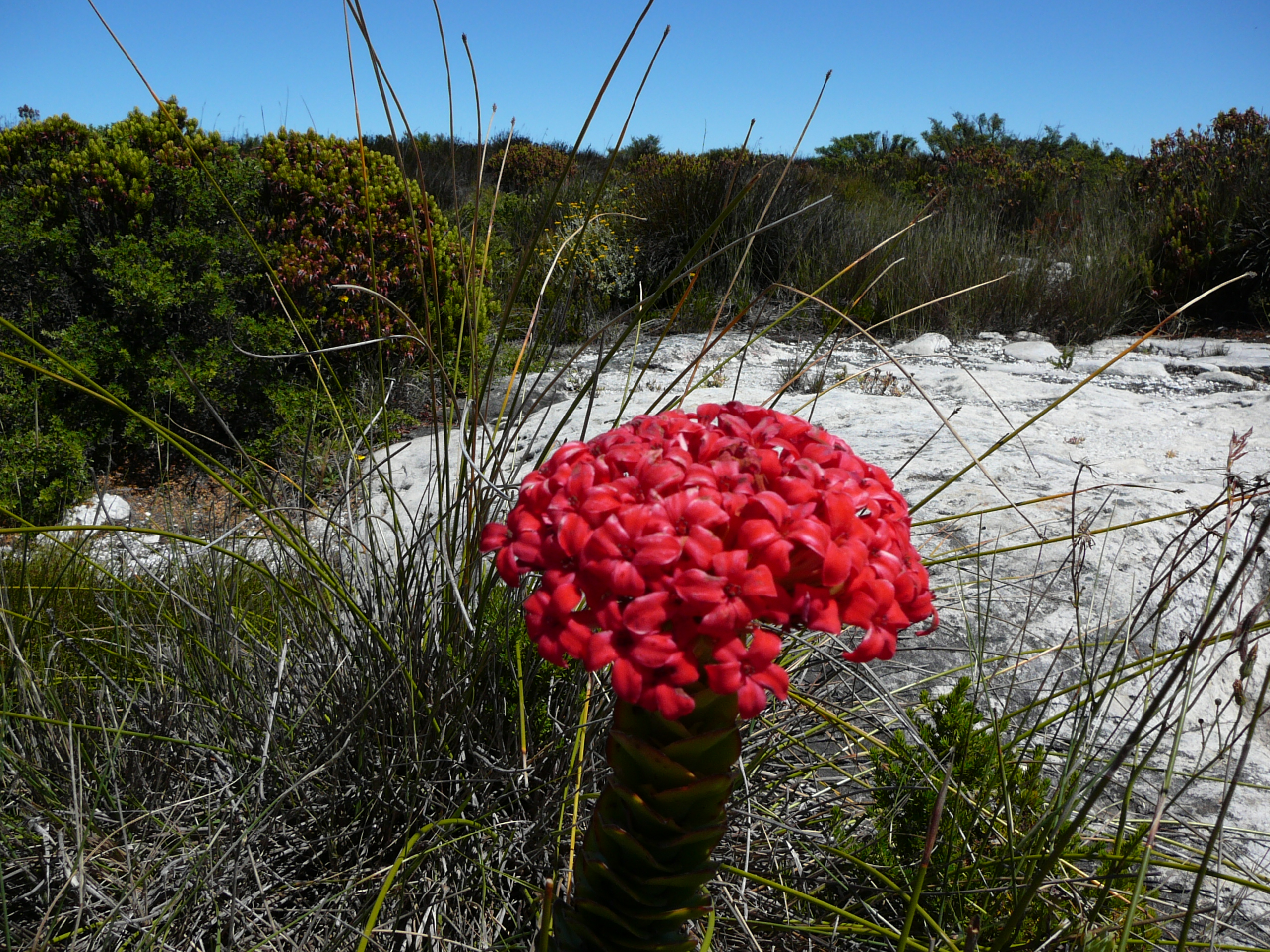
Crassula coccinea en la parte superior de la Montaña de la Mesa, rodeada por el paisaje de fynbos.

El fynbos tiene un clima caprichoso y a veces hostil. Sin embargo, tiene una biodiversidad absolutamente increíble. Es el componente principal de la vegetación en el Reino floral del Cabo o Región Florística del Cabo. Las  Proteaceae restionacéas y  Ericaceae son las familias mejor representadas. Existe una gran variedad de plantas bulbosas, de geranios, de compuestas y suculentas (Aloe Euphorbia,  Crassulaceae Aizoaceae ...). Este tipo de vegetación presenta varios miles de plantas  endémicas. La fauna es menos exuberante que la flora, pero presenta una cierta serie de especies. Los mamíferos están especialmente representados por roedores, insectos, mangostas, babuinos, gatos,  damanes. Los mamíferos grandes son raros, algunos antílopes Aunque en el pasado los elefantes, las jirafas o los leones frecuentaban esta  región hasta el Cabo. El gran mamífero más emblemático es sin duda la cebra de montaña del Cabo, animal muy amenazado. Hay un gran número de aves de diversos grupos. Los más típicos son los Souimangas y Promeropidae, siendo esta última especie endémica de la zona. También hay una amplia variedad de reptiless e insectoss.

## Conservación y amenazas
Dado el caprichoso clima y la baja contribución económica al estado, gran parte del fynbos ha sido destruido o para el desarrollo agrícola o para el desarrollo  urbano, incluida la periferia de la Ciudad del Cabo. Otra amenaza proviene de la introducción de especies exóticas, tales como mimosas, los eucaliptos o las coníferas, que compiten con las plantas indígenas, especialmente por las reservas de agua. Un programa sudafricano de desarrollo se ha puesto en marcha para erradicar las plantas invasoras y, por tanto, proteger las especies endémicas. Con cientos de especies, géneros e incluso familias endémicas, esta zona requiere de una protección muy intensa. 

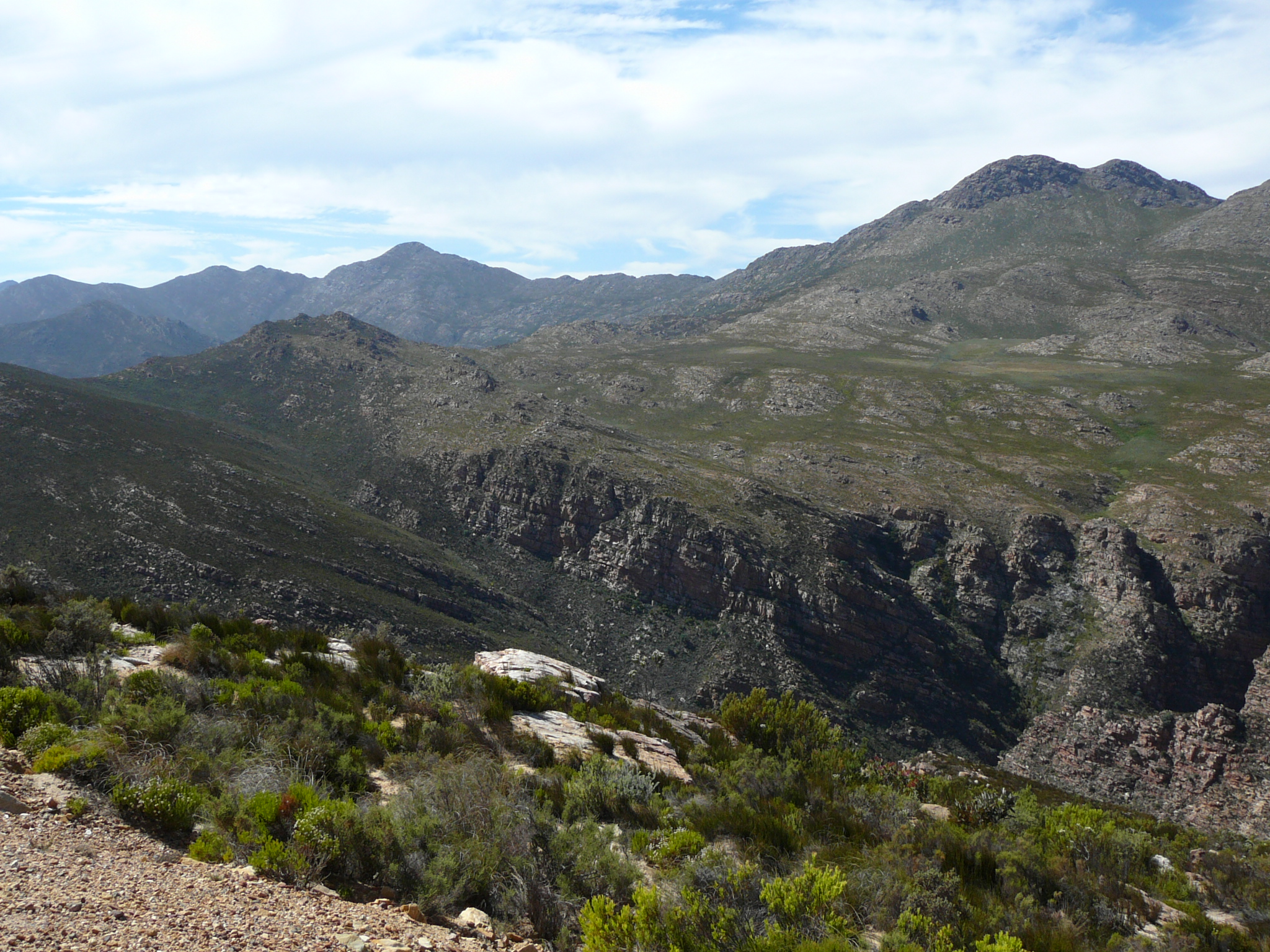
Paisaje de montaña en el fynbos Swartberg.

- Las Áreas Protegidas de la Región Floral de El Cabo en Sudáfrica, reúnen ocho áreas que abarcan 553.000 hectáreas. Es una de las zonas más ricas del planeta en plantas (8996 especies de plantas de las cuales 70% son endémicas). Estas áreas se inscribieron en la Lista del Patrimonio Mundial de la UNESCO en el 2004.

Estas son las ocho áreas protegidas incluidas en esta región:
| Código | Región                                   | Provincia           | Coordenadas                                 |
| ------ | ---------------------------------------- | ------------------- | ------------------------------------------- |
| 1007-1 | Parque Nacional de la Península del Cabo | Occidental del Cabo | 34°10′00″S 18°22′30″E / -34.16667, 18.37500 |
| 1007-2 | Zona de vida salvaje de Cederberg        | Occidental del Cabo | 34°21′10″S 19°08′00″E / -34.35278, 19.13333 |
| 1007-3 | Zona de vida salvaje de Groot Winterhoek | Occidental del Cabo | 33°05′30″S 19°08′00″E / -33.09167, 19.13333 |
| 1007-4 | Complejo del Monte Boland                | Occidental del Cabo | 33°55′20″S 19°09′50″E / -33.92222, 19.16389 |
| 1007-5 | Reserva Natural de De Hoop               | Occidental del Cabo | 34°25′30″S 20°29′30″E / -34.42500, 20.49167 |
| 1007-6 | Reserva Natural de Boosmansbos           | Occidental del Cabo | 33°55′30″S 20°52′40″E / -33.92500, 20.87778 |
| 1007-7 | Complejo de Swartberg                    | Occidental del Cabo | 33°22′00″S 22°21′15″E / -33.36667, 22.35417 |
| 1007-8 | Baviaanskloof                            | Oriental del Cabo   | 33°37′30″S 24°01′00″E / -33.62500, 24.01667 |

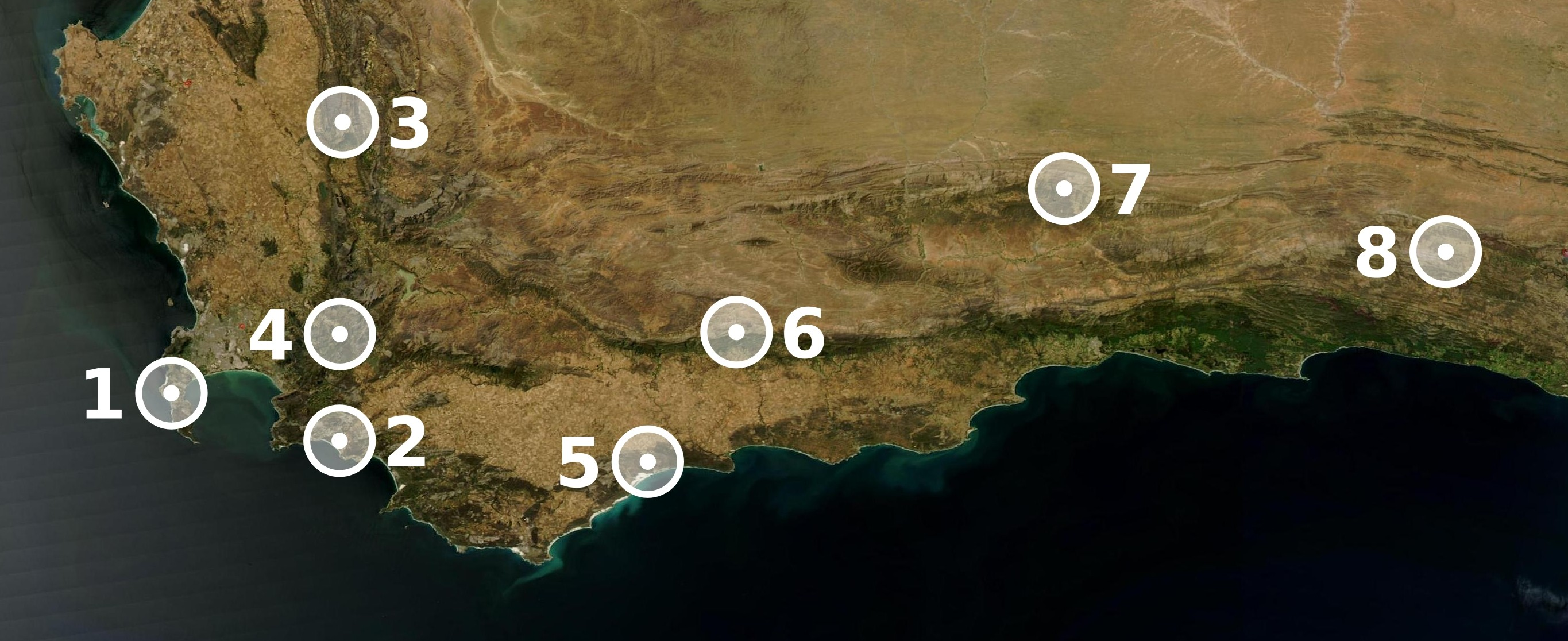
Mapa de las ocho áreas protegidas. (1): Parque Nacional de la Península del Cabo; (2): Zona de vida salvaje de Groot Winterhoek; (3): Zona de vida salvaje de Cederberg; (4): Complejo del Monte Boland; (5): Reserva Natural de De Hoop; (6): Reserva Natural de Boosmansbos; (7): Complejo de Swartberg; (8): Baviaanskloof

Los parques que ofrecen paisajes más típicos de fynbos son: 
- Parque Nacional de la Montaña de la Mesa: Dividido en varias secciones, incluida la Montaña de la Mesa y el Cabo de Buena Esperanza. Vegetación muy rica de fynbos en la costa y en las montañas. Fusionado con el Jardín Botánico Nacional Kirstenbosch, que contiene la mayoría de las plantas de la región.

- El parque de la Reserva Natural de De Hoop incluye fynbos costeros, contiene sobre todo vegetación de las dunas de arena, gran variedad de Restios y Proteas. Están representados también otros varios ambientes naturales.

- La Complejo Swartberg: fynbos de montaña, brezos e incluye Proteas. Elevadas cumbres en las que las temperaturas pueden descender por debajo de 0 °C.